# وليام بيكر
وليام أوليفر بيكر (بالإنجليزية: William Oliver Baker)‏ (15 يوليو 1915 – 31 أكتوبر 2005) هو عالم كيمياء أمريكي شغل منصب رئيس مختبرات بل للفترة من عام 1973 إلى عام 1979، ومستشار في المسائل العلمية لخمسة من رؤساء الولايات المتحدة.

## السيرة الذاتية
ولد في 15 يوليو عام 1915 في تشيسترتاون. حصل على درجة البكالوريوس من كلية واشنطن وذهب للحصول على درجة الدكتوراه من جامعة برنستون، كانت دراسته تحت إشراف تشارلز فيلبس سميث. وقد عمل أبحاثا ساعدت مختبرات بيل في إنتاج المطاط. حصل على 11 براءة اختراع. ترأس مختبرات بيل من عام 1973 إلى عام 1979. قبل تسميته رئيسا، كان بمثابة نائب الرئيس في مختبرات بيل للبحوث منذ عام 1955. كان بيكر ولفترة طويلة من سكان موريستاون.
توفي بسبب قصور القلب في 31 أكتوبر 2005 في تشاتام، نيوجيرسي.

## الجوائز
- ميدالية بيركن (1963).[11]
- زميل الأكاديمية الأمريكية للفنون والعلوم (1965).[12]
- قلادة بريستلي (1966).
- وسام معهد البحوث الصناعية من معهد البحوث الصناعية (1970).
- الجائزة الذهبية للمعهد الأمريكي للكيميائيين (1975).
- جائزة تشارلز اثروب بارسونز جائزة الجمعية الكيميائية الأمريكية (1976).[13]
- جائزة ويلارد جيبس (1978).
- جائزة فانيفار بوش (1981).
- ميدالية ساسا (1984) التي سمّيت بعد ذلك باسمه (جائزة وليام أوليفر بيكر)
- قلادة العلوم الوطنية (1988).
- وسام بنيامين فرانكلين للإنجاز المتميز في العلوم من الجمعية الأمريكية للفلسفة (2000).[14]
- جائزة من مجتمع ماركوني (2003).

## وصلات خارجية
- أوراق وليام بيكر في سيلي G. مخطوطة مكتبة جامعة برنستون
- موقع وليام بيكر